# Rhynchosia distans
Rhynchosia distans är en ärtväxtart som beskrevs av William Grant Craib. Rhynchosia distans ingår i släktet Rhynchosia och familjen ärtväxter. Inga underarter finns listade i Catalogue of Life.